# Türkiyemspor Berlin
Türkiyemspor Berlin 1978 e. V. é uma agremiação esportiva alemã, fundada em 1978, e sediada em Berlim. É a associação dos imigrantes turcos estabelecidos na Alemanha.

## História

Histórico escudo do clube

O clube começou em 1978 como uma associação de jovens futebolistas, o Kreuzberg Gençler Birligi (União da Juventude de Kreuzberg), em homenagem ao bairro berlinense de Kreuzberg. A equipe foi formalmente registrada como BFC İzmirspor, em 1983, em homenagem à cidade de Esmirna, Turquia, onde muitos dos membros do clube tinham raízes.
Na sua primeira temporada, em 1983-1984, na Liga C-class amador, a equipe conquistou o título da divisão. O time continuou a desfrutar de outros sucessos que o levariam à promoção à quarta divisão da Landesliga Berlin, em 1986, seguido imediatamente de uma ascensão à terceira divisão, a Amateur Oberliga Berlin, na temporada seguinte. Pequenas empresas da comunidade turca, na capital da Alemanha, têm desempenhado um papel importante no apoio ao clube ao longo de sua história. Em 1987, a equipe mudou de nome, tornando-se Türkiyemspor Berlin, com o intuito de ampliar o seu apelo.
O time continuou competitivo na terceira divisão, a Amateur Oberliga Berlim, a Oberliga Amateur Nordost-Mitte e Regionalliga Norte a partir do final dos anos 1980 e em meados dos anos 1990. A equipe também conquistou três copas Paul Rusch, hoje a Copa de Berlim, entre 1989 e 1991, chegando à final da taça em 1988, 1993 e 1995. Os seguidos triunfos o colocaram na DFB Pokal, à qual avançou à segunda rodada na temporada 1991-1992.
O clube sofreu um golpe devastador na temporada 1990-1991, ocasião em que perderam uma oportunidade de promoção à 2. Fußball-Bundesliga por causa de um jogador em situação irregular. O time fôra líder de sua divisão em uma disputa acirrada com o Tennis Borussia Berlin, quando a federação decidiu que a transferência do atleta Piotr Podkowik era ilegal de acordo com as regras da liga. Antes disso, a BFV, a Federação de Futebol de Berlin, aprovara a utilização do jogador. O presidente do órgão pediu desculpas, alegando que a liga havia cometido um erro e que o clube foi irrepreensível. Até o momento, Podkowik atuara em sete jogos. Por conta disso, a equipe foi obrigada a repetir as partidas. O título da divisão ficou para a última rodada da temporada contra o Tennis Borussia. O Türkiyemspor precisava apenas de um empate para avançar, mas sofreu a derrota por 5 a 0. Desde então, o time sofre um declínio dramático que envolve também a queda do número de espectadores que assistem aos jogos.
Em 1995, a equipe caiu para a quarta divisão, a Amateur Oberliga Nordost-Nord, após terminar em último. O descenso para o quinto nível do futebol alemão, a Berlin Verbandsliga (V) ocorreu em 1998. A permanência durou duas temporadas até a volta para a Oberliga Nordost-Nord (IV).

## Impacto do clube no futebol alemão
O Türkiyemspor é reconhecido como um dos clubes mais bem-sucedidos dentro de comunidades de imigrantes da Alemanha. Essas pessoas têm contribuído para criar uma imagem positiva para a sua comunidade, ajudando a estabelecer um exemplo para os turcos confiantes no país. O nome Türkiyemspor é agora também utilizado por clubes em Moenchegladbach, Wuppertal, Breuberg, Amsterdam, Austrália e Estados Unidos. Porém tanto a agremiação como seus adeptos têm sido alvo frequentemente de hostilidades e ataques de grupos de extrema-direita.
O clube está ativamente envolvido em diversas campanhas orientadas em torno de programas anti-racismo, a compreensão intercultural, contra a violência familiar e de respeito aos homossexuais. Em um trabalho conjunto com a Associação Alemã de Futebol, o Türkiyemspor pavimentou o caminho para várias comunidades de imigrantes (Migrantevereine) poderem participar da primeira e segunda divisão da Alemanha. Normalmente as regras da liga limitavam o número de jogadores estrangeiros permitidos no plantel de uma equipe. As regras foram modificadas para atletas dispensados sem cidadania, mas que tinham atuado por vários anos no futebol juvenil da Alemanha.

### Cronologia recente
| Temporada | Liga                           | Lugar |
| --------- | ------------------------------ | ----- |
| 1990/91   | 3. Liga Oberliga Berlin        | 2ª    |
| 1991/92   | 3. Liga Oberliga Nordost-Mitte | 6ª    |
| 1992/93   | 3. Liga Oberliga Nordost-Mitte | 4ª    |
| 1993/94   | 3. Liga Oberliga Nordost-Mitte | 3ª    |
| 1994/95   | 3. Liga Regionalliga Nordost   | 18ª ↓ |
| 1995/96   | 4. Liga Oberliga Nordost Nord  | 3ª    |
| 1996/97   | 4. Liga Oberliga Nordost Nord  | 4ª    |
| 1997/98   | 4. Liga Oberliga Nordost Nord  | 13ª ↓ |
| 1998/99   | 5. Liga Verbandsliga Berlin    | 13ª   |
| 1999/00   | 5. Liga Verbandsliga Berlin    | 1ª ↑  |
| 2000/01   | 4. Liga Oberliga Nordost Nord  | 14ª   |
| 2002/03   | 4. Liga Oberliga Nordost Nord  | 12ª   |
| 2003/04   | 4. Liga Oberliga Nordost Nord  | 7ª    |
| 2004/05   | 4. Liga Oberliga Nordost Nord  | 11ª   |
| 2005/06   | 4. Liga Oberliga Nordost Nord  | 7ª    |
| 2006/07   | 4. Liga Oberliga Nordost Nord  | 5ª    |
| 2007/08   | 4. Liga Oberliga Nordost Nord  | 3ª    |
| 2008/09   | 4. Liga Regionalliga Nord      | 15ª   |
| 2009/10   | 4. Liga Regionalliga Nord      | 13ª   |
| 2010/11   | 4. Liga Regionalliga Nord      | 18ª   |
| 2011/12   | 5. Oberliga Nord               | 18ª ↓ |
| 2012/13   | 5. Liga Verbandsliga Berlin    | ª     |

## Títulos
- Verbandsliga Berlin (V) Campeão: 2000;
- Berliner Landespokal Vencedor: 1988, 1990, 1991;